# Robert Gunther

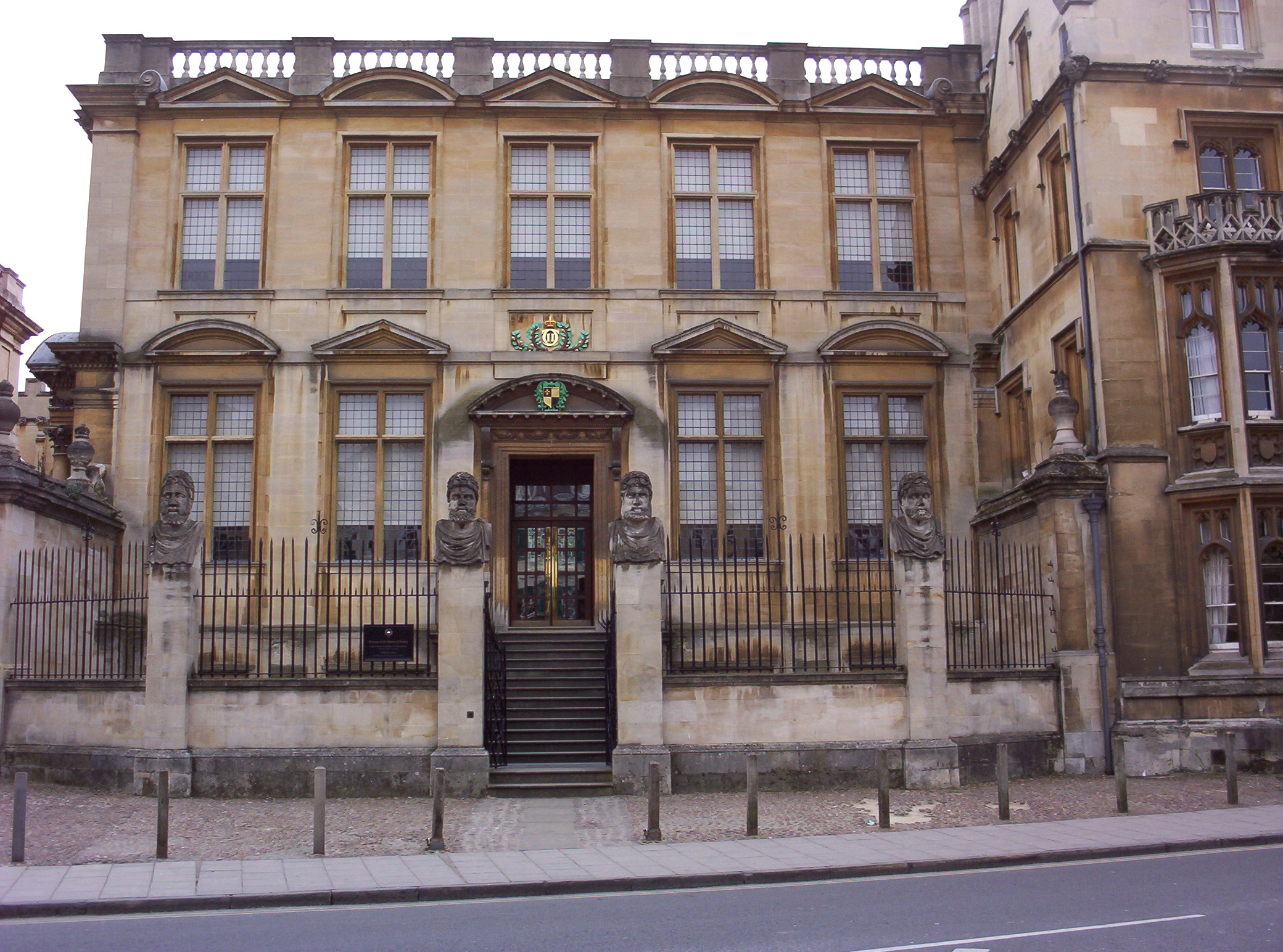
Le Musée de l'histoire des sciences dans le bâtiment Old Ashmolean d'Oxford, fondé par Robert Gunther dans les années 1920.

Robert William Theodore Gunther (23 août 1869 - 9 mars 1940) est un historien des sciences  zoologiste et fondateur du Musée d'histoire des sciences d'Oxford .

## Biographie
Le père de Gunther, Albert Günther, est conservateur de zoologie au British Museum de Londres. Robert Gunther fait ses études à l'University College School, rattachée à l'University College de Londres. Vers la fin de sa scolarité, il suit des cours au University College même. Il est élu à un demyship de quatre ans au Magdalen College d'Oxford en 1887 et le reprend en 1888. Il rejoint le club scientifique de l'Université d'Oxford lors de son premier mandat à Magdalen et accepte ensuite une bourse au Collège.
En 1911, Gunther et sa famille déménagent au 5 Folly Bridge, une grande maison inhabituelle et distinctive sur une petite île de la Tamise à côté du pont. Cela fait de la rivière le centre de sa vie. Il est un pionnier de la conservation de l'environnement à Oxford.
À partir de 1923, Robert Gunther produit un ensemble de quatorze volumes de livres sur Early Science in Oxford, son magnum opus, le dernier paru en 1945. Ceux - ci sont initialement produits sous les auspices de l'Oxford Historical Society et imprimés à la Clarendon Press, Oxford. Un quinzième volume de son fils AE Gunther parait en 1967, sur Robert Gunther lui-même .
Entre 1926 et 1930, Gunther fonde le Musée d'histoire des sciences dans le bâtiment Old Ashmolean, avec quelques difficultés : il est évident que peu de ses contemporains partagent sa passion pour les instruments scientifiques historiques, et en effet la série Early Science fait des commentaires acérés sur l'échec des prédécesseurs dans divers corps à préserver de telles choses. La collection initiale du musée est basée sur la collection d'instruments scientifiques de son ami Lewis Evans, donnée en 1924.
Gunther est décédé des suites d'une courte maladie, alors qu'il séjournait chez un ami dans le village de South Stoke, dans le sud de l'Oxfordshire. Lui et sa femme, Amy, sont enterrés à Heacham, Norfolk, dans le caveau de la famille Rolfe, après avoir écrit leur histoire familiale. Il est remplacé comme conservateur du Musée de l'histoire des sciences par Frank Sherwood Taylor.
Une archive des manuscrits recueillis par Gunther est détenue par le Musée de l'histoire des sciences.

## Famille
Il est le fils d'Albert Günther et de sa première épouse Roberta Mitchell née McIntosh (1842–1869), sœur de William Carmichael McIntosh.
Il épouse, en 1900, Amy Neville-Rolfe, fille d'Eustache Neville-Rolfe (1845–1908), Consul général à Naples, et d'Emily Auber Frances Thornhill (1844–1900). Ils ont deux fils : Eustace Rolfe Gunther (1902–1940) et Albert Everard Gunther (1903–1998).

## Publication
- Robert Theodore Gunther, Early British botanists and their gardens, based on unpublished writings of Goodyer, Tradescant, and others, Oxford University Press, 1922 (lire en ligne)